# (200282) 1999 YB5
(200282) 1999 YB5 es un asteroide perteneciente al cinturón de asteroides descubierto el 28 de diciembre de 1999 por Paul G. Comba desde el Observatorio de Prescott, Arizona, Estados Unidos.

## Designación y nombre
Designado provisionalmente como 1999 YB5.

## Características orbitales
1999 YB5 está situado a una distancia media del Sol de 2,721 ua, pudiendo alejarse hasta 3,153 ua y acercarse hasta 2,288 ua. Su excentricidad es 0,158 y la inclinación orbital 10,58 grados. Emplea 1639,52 días en completar una órbita alrededor del Sol.

## Características físicas
La magnitud absoluta de 1999 YB5 es 15,7. 